# Dialium aubrevillei
Dialium aubrevillei är en ärtväxtart som beskrevs av François Pellegrin. Dialium aubrevillei ingår i släktet Dialium och familjen ärtväxter. Inga underarter finns listade i Catalogue of Life.